# Cryptothrix nebulicola
Cryptothrix nebulicola är en nattsländeart som beskrevs av Mclachlan 1867. Cryptothrix nebulicola ingår i släktet Cryptothrix och familjen husmasknattsländor. Inga underarter finns listade i Catalogue of Life.